# Maxime Bonnet (1923-2015)
Ne doit pas être confondu avec Maxime Bonnet (1878-1959).
Pour les articles homonymes, voir Bonnet.
Maxime Bonnet est un dirigeant français d'entreprises informatiques né le 10 août 1923 à Paris et mort le 22 juillet 2015 à Courbevoie. Il a en particulier été directeur général du groupe Bull.

## Biographie
Maxime, Alfred Bonnet est né le 10 août 1923 à Paris et est le fils de Pierre-Henry Bonnet et Anna-Marie née Corbassière. 
Avant d'avoir été diplômé de l'École Supérieure des Sciences Économiques et Commerciales (ESSEC), il a passé toute se scolarité au Lycée Janson-de-Sailly.  
Il a été fait officier de la Légion d'honneur le 20 septembre 1979, par Valéry Giscard d'Estaing lors de l'inauguration du Salon international de l'informatique, de la communication et de l'organisation de bureau (SICOB). Il a reçu également la croix de guerre pour son engagement dans la 2e DB, en tant que conducteur de char, ainsi que la croix du combattant volontaire et la médaille du mérite agricole[réf. nécessaire]. 
En 1943, Maxime Bonnet est entré chez Bull. Il a fait toute se carrière dans cette société avec une longue expérience commerciale et internationale. Il est devenu Président de Arla à Buenos-Aires et Directeur Général de la compagnie des Machines Bull-Portugal de 1954 à 1961. En même temps, il était secrétaire général de la chambre de commerce Française à Lisbonne. Il est ensuite Directeur Commercial de la compagnie des Machines Bull à Paris de 1961 à 1964. Puis, en 1965, après avoir été directeur de l'international de General Electric et d'avoir été Directeur pour la France à la Compagnie Bull-General Electric cette même année, il est devenu Directeur Commercial. En 1970, il était Directeur général du département marketing de la compagnie Bull devenu Compagnie Honeywell Bull cette même année. En 1975, Maxime bonnet est nommé à la tête des ventes internationales.    
Il a effectué une grande partie de sa carrière à la direction de Compagnie internationale pour l’informatique (CII), comme Directeur Commercial International, Directeur marketing puis Directeur général. Nommé PDG en juillet 1981 par l'actionnaire Saint-Gobain pour succéder à Jean-Pierre Brulé, il est remplacé à partir d'avril 1982 par un tandem composé de Jacques Stern et Francis Lorentz. Surnommé le fidèle, il assure une transition très efficace dans l'ombre. 
Maxime Bonnet se marie avec Françoise Baudoin le 11 juin 1945, et a avec elle 6 enfants.
Passionné d'automobile et particulièrement de Jaguar, il a longtemps écrit dans la revue "Le Fauve" de l'Amicale Jaguar de France, sous la plume "Le Fauve Masqué". 
Il meurt le 22 juillet 2015 et est inhumé au cimetière de Millançay,.

## Distinction
- Croix de guerre 1939-1945
- Croix du Combattant Volontaire 1939–1945
- Officier de la légion d'honneur, le 20 septembre 1979 par Valery GISCARD D'ESTAING au SICOB[6]

## Pour approfondir